# 凡一站 (韩国铁道公社)
凡一站（：／ Beomil yeok */?）是位于韩国釜山釜山镇区梵田洞的一个车站，属于东海线和伽倻线。

## 历史
- 1943年4月2日 - 落成使用。
- 1979年12月25日 - 新站舍竣工。
- 2004年2月1日 - 车站停止办理客运。

## 车站周边
- 釜山地铁1号线凡一站

## 相鄰車站
韓國鐵道公社
東海線
釜山鎮－凡一－釜田
伽倻線
伽倻－凡一